# Pásztázó alagútmikroszkóp
A pásztázó alagútmikroszkóp (scanning tunneling microscope (STM)) olyan műszer, amely felületekről való képalkotást tesz lehetővé atomi felbontásban, illetve alkalmazható az atomok egyedi mozgatására és atomi spektroszkópiára egyaránt. A mikroszkóp az alagúthatás alapján működik.

## Története
Az STM-et 1981-ben fejlesztette ki Gerd Binnig és Heinrich Rohrer a zürichi IBM-nél, amiért fizikai Nobel-díjat kaptak 1986-ban. Korábban R. Young, J. Ward, és F. Scire  a NIST-nél hasonló találmányt alkottak.

## Működése
A mikroszkóp laterális felbontása: 0,1 nm, mélységi felbontása: 0,01 nm. Ez a felbontás lehetővé teszi egyedi atomok megjelenítését, és azok manipulálását. Az STM nem csak vákuumban használható, hanem levegőn, vízben, vagy más közegben is. A működési hőmérsékleti tartomány közel zéró Kelvintől néhány száz Celsiusig terjedhet.
Az STM működési alapja az alagúthatás. Amikor egy vezető tűt a vizsgálandó felülethez közelítünk igen közel, nanométer nagyságrendben, a tárgy és a tű között alkalmazott elektromos tér hatására alagúthatás jön létre. A keletkező alagútáram a tű pozíciójának, az alkalmazott feszültségnek és a vizsgálandó minta felületi sűrűségének a függvénye.
A felületről az információt az alagútáram adja, melyet számítógép értékel ki. A két elektróda között folyó alagútáram függ a minta és a tű távolságától; 0,1 nanométeres távolság változás tízszeres áramváltozást okoz. Ennek alapján igen jó képet lehet alkotni a vizsgálandó felületről.
A STM telepítése különleges helyszínt igényel: a vibráció kizárása szükséges, stabil alapon kell a műszert működtetni. Az eredeti műszernél mágneses levitációt alkalmaztak a vibrációk kiküszöbölésére. Újabban speciális mechanikus rugózást vagy gázrugót alkalmaznak.
Két tű alkalmazásával jobb képet lehet alkotni. A tű anyaga általában volfrám, de lehet platina-irídium, vagy arany is.
A felbontás korlátja a tű görbületének a sugara. Az örvényáramok korlátozása is része a technológiának. Képfeldolgozó szoftverek segítségével tovább lehet növelni a képi hatást, akár 3D-ben is.
Az STM lehetővé teszi a felületek nanomanipulációját is.

## Galéria

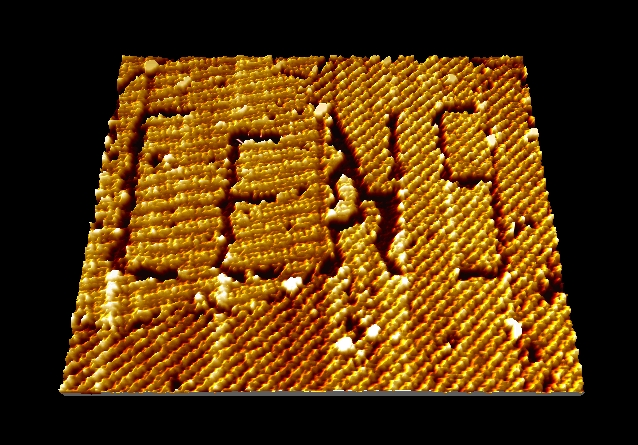
Nanomanipuláció STM segítségével
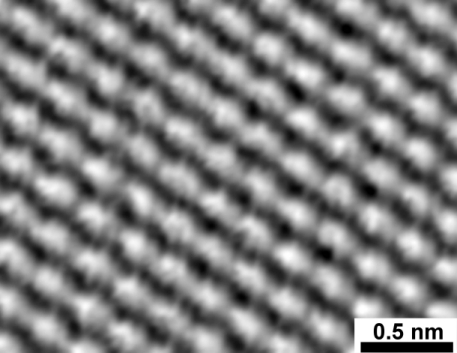
Grafitfelület SEM-képe. Elektronszerkezeti okokból minden második atom kelt világos foltot, így háromszögrács látható